# Дизайнометрія

## Дизайнометрія
У 1998 році Джон Р. Хаузер і Джеральд М. Кац написав основоположну статтю з назвою: « Метрика: є те, що ти виміряєш!» основою є те, що "легко вибрати метрику, а це важко вибрати добру метрику". Тоді вони описати сім метричних зображень і сім найкращих практик. Ґрунтуючись на  досвіді в розробці метричної системи у дизайні для моєї компанії.

### Метричні зображення
- Відстрочка нагород: Там може бути часова помилка - вимірюється в роках, між інвестиціями в дизайн і бізнес вигоди.  Хороший дизайн метричної системи повинен забезпечувати збалансованість заходів головним чином в інтересах бізнесу (затримки) в процесі ознака того, що підтверджує передвіщений благо інвестицій.

- Використання ризикованих нагороди: Вимірювання та нагородження тільки дизайн занадто ризиковано. Є дуже багато інших чинників, які повинні працювати в гармонії з чудовим дизайном.

- Створенну метрику важко контролювати: причина / наслідок логічний ланцюжок між дизайном дій і бізнес-перевагами часто має безліч посилань. Хороший дизайн метрик системи необхідно сформулювати як кінцевої заходи бізнесу, а також показники, які команда може вплинути на сьогодні.

- Випускаючи з уваги цілі: У сьогоднішньому конкурентоспроможному світі, кінцевою метою є успіх у бізнесі. Виберіть метрик, які забезпечують розуміння того, як регулювати дії і рішення, поки ще є час, щоб зробити зміни, необхідні для досягнення кінцевої мети.

- Вибір метрики, які точно не так: Деякі значення легко збирати, інші дуже важко. Хоча це заманливо, щоб вибрати показники, які легко підрахувати точно, треба знати про ненавмисних наслідків.

- Припускаючи, керівників і співробітників Вашої немає ніяких варіантів: дизайнери зайняті. Вони повинні відчувати час і зусилля, які вони проводять для збору і спілкуватися метрик варто Хороший дизайн метрик системи дозволить вашим дизайнерам приймати більш зважені рішення.

- Мислення занадто вузько: Просто тому, що ви виміряв його в минулому або інші заходи, то не вважаємо, що це правильний метрики для ваших потреб Хороший дизайн метричної системи дозволить підвищити якість і своєчасність вирішення важливих для розробки.

### Метрики практики
- Початок, слухаючи клієнта: Як дизайнер, ми починаємо з розуміння наших клієнтів. Клієнтів дизайн метричної системи є зацікавленими сторонами системи; дизайнерів, менеджерів, ділових партнерів і провідних представників ділових кіл. Зрозуміти їх світ і їх потреби.

- Розуміння роботи: Зрозуміти роботу системи метрик дизайн повинен грати у вашій організації і з вашою командою Розглянемо, як метрики використовуються для впливу на рішення та дії в рамках своєї команди і з партнерами проекту.

- Зрозуміти взаємозв'язок: зіставлення ролі дизайну команда грає в доставці цінність для клієнта, і зв'язки і залежності між проектної діяльності і кінцевих клієнтів і бізнес-вигоди, може привести до кращого зосередження на найближчу, середньострокову та довгострокову метрики.

- Розуміння зв'язків: Розуміння зв'язку між інвестиціями дизайн і дії і впливу на бізнес і вигода клієнта. Хороший дизайн метрична система дозволить Вам оптимізувати інвестиції, засновані на розумінні основних зв'язків.

- Випробування кореляції і співробітника реакції: Як дизайнери, ми знаємо, привести в людський фактор. Хороший дизайн метрична система буде брати до уваги як формальні практики та процесу, а також людського боку.

- Залучення керівників та працівників: хороший дизайн метричної системи може бути успішним тільки якщо значення зібрані, організовані, і повідомляються. Це роблять люди. методи участі дизайн дуже корисні на даному етапі.

- Шукайте нові парадигми: Хоча метрики може бути вельми кількісні і структуровані, підключитися до вашої творчої сторони. Хороший дизайн метрична система повинна розповідати історії з номерами, щоб впливати на рішення, які важливі для команди розробників.

## Джерело
- Design Metrics Systems: Pitfalls and Best Practices